# Втрачена мала планета
Втрачена мала планета — мала планета, яку не вдається віднайти на небі через те, що дуга спостереження, яка дає змогу точно визначити її положення на орбіті в майбутньому, надто коротка. Чимало давно відкритих астероїдів було втрачено, а потім знову відкрито у 1980-х і 1990-х роках, але багато малих планет не знайдено й досі.

## Загальний опис
Тисячі або навіть десятки тисяч спостережуваних раніше малих планет втрачено (число залежить від того, які з них вважати втраченими): їх неможливо знайти, навівши телескоп належної потужності в точно розраховане місце, оскільки їхні орбіти визначено надто неточно або наразі їх просто не вдається побачити через їхню надмірну тьмяність.
До середини XX століття малим планетам і кометам призначали номери (а іноді — й назви) ще до того, як параметри їх орбіт було визначено з достатньою точністю. Останнім нумерованим астероїдом, який було знайдено після втрати, став 719 Альберт (2000 року). Тепер новим астероїдам призначають постійні номери лише після того, як їхні орбіти розраховано досить точно, щоб надійно знайти їх надалі. До того мала планета не вважається відкритою, однак результати всіх спостережень зберігаються в базі даних Центру малих планет. На початок 2015 року в ній налічувалося понад 123 мільйони позицій.
Іноді відкриття нового об'єкта виявляється «повторним» відкриттям старого, втраченого. Такі факти можна виявити, розрахувавши орбіту «нового» об'єкта, відстеживши її назад у часі й порівнявши його положення в минулому з відомими положеннями об'єктів, які вважаються втраченими. Це дає змогу значно збільшити дугу спостереження, а відтак розрахувати його орбіти набагато точніше. Особливо складно розраховувати «у минуле» орбіти втрачених комет, оскільки, окрім сил гравітації, на них впливають також інші сили, як-от викиди струменів газу з кометних ядер. Утім, Браян Марсден спеціалізувався на розрахунку таких негравітаційних сил: зокрема, він успішно передбачив повернення втраченої періодичної комети Свіфта — Туттля в 1992 році.

## Огляд
Нижче подано невеликий перелік деяких давно відкритих або чимось примітних втрачених астероїдів із роком початкового й повторного відкриття[відсутнє в джерелі]. Насправді кількість втрачених астероїдів може перевищувати 150 000. Є також приблизно 30 000 космічних тіл, які не отримали номерів, із параметром невизначеності U = 9, що свідчить про максимальну можливу невизначеність їхніх орбіт. Багато цих тіл спостерігалися востаннє роки або навіть десятиліття тому і їх слід вважати втраченими. Існують також понад 1000 навколоземних об'єктів (НЗО) із дугою спостереження лише один-два дні.
| Назва/позначення              | Рік відкриття | Рік повторного відкриття | Примітки                                                        |
| ----------------------------- | ------------- | ------------------------ | --------------------------------------------------------------- |
| 132 Етра                      | 1873          | 1922                     |                                                                 |
| 330 Адальберта (1892 X)       | 1892          | Помилка                  |                                                                 |
| 452 Гамільтонія               | 1899          | 1987                     |                                                                 |
| 473 Ноллі                     | 1901          | 1987                     |                                                                 |
| 719 Альберт                   | 1911          | 2000                     |                                                                 |
| 724 Хапаг                     | 1911          | 1988                     |                                                                 |
| 843 Ніколая                   | 1916          | 1981                     |                                                                 |
| 878 Мілдред                   | 1916          | 1991                     |                                                                 |
| 1009 Сирена                   | 1923          | 1982                     |                                                                 |
| 1026 Інгрід                   | 1923          | 1986                     |                                                                 |
| 1179 Маллі                    | 1931          | 1986                     |                                                                 |
| 1537 Трансильванія            | 1940          | 1981                     |                                                                 |
| 1862 Аполлон                  | 1932          | 1973                     |                                                                 |
| 1916 Борей                    | 1953          | 1976                     |                                                                 |
| 1922 Зулу                     | 1949          | 1974                     |                                                                 |
| 2101 Адоніс                   | 1936          | 1977                     |                                                                 |
| 3494 Пурпурова гора[джерело?] | 1962          | 1980                     |                                                                 |
| 3789 Чжунго                   | 1928          | 1986                     |                                                                 |
| 7796 Ярацімрман[джерело?]     | 1973          | 1996                     |                                                                 |
| (29075) 1950 DA               | 1950          | 2000                     |                                                                 |
| 69230 Гермес                  | 1937          | 2003                     |                                                                 |
| 1927 LA                       | 1927          | Досі не знайдено         | Спостерігався 4 рази в період 1 червня 1927 — 5 липня 1927 року |
| 1991 BA                       | 1991          | Досі не знайдено         | Пройшов на відстані місячної орбіти від Землі                   |
| 1993 HD                       | 1993          | Досі не знайдено         | Навколоземний астероїд                                          |
| 1995 SN55                     | 1995          | 2020                     | Транснептуновий об'єкт (523731) 2014 OK394                      |
| 2007 WD5                      | 2007          | Досі не знайдено         | Пройшов неподалік Марса                                         |
| 6344 P-L                      | 1960          | 2007                     | Потенційно небезпечний об'єкт, можливо, вироджена комета        |

## Повторні відкриття у XX столітті

### 1970-ті роки
Упродовж XIX і XX століть кількість астероїдів, які спостерігалися лише одного разу, зростала. Але покращення телескопів і вдосконалення технологій пошуку дали змогу віднайти більшість із них у період 1970—2000 р. Є приклади й більш ранніх «втрат» — наприклад, астероїд 132 Етра, який з 1873 по 1922 рр. вважався втраченим.
- Аполлон — астероїд типу Q, відкритий Карлом Райнмутом у 1932 р. Був втрачений і відкритий повторно в 1973 р.
- Інший астероїд-аполлон — 2101 Адоніс, був відкритий Еженом Жозефом Дельпортом в 1936 році і повторно відкритий в 1977 Чарльзом Ковалем. Це був один із найперших навколоземних астероїдів.
- Астероїд 1916 Борей із групи амурів був відкритий 1 вересня 1953 року Сільвеном Жюльєном Віктором Ареном із Королівської обсерваторії Бельгії. Він отримав тимчасове позначення 1953 RA, але був втрачений. У 1974 році він був повторно відкритий у місці, розрахованому Браяном Марсденом[7][13].
- 1922 Зулу — астероїд із зовнішньої частини головного поясу, який був відкритий 25 квітня 1949 року Ернестом Леонардом Джонсоном із Республіканської обсерваторії Йоганнесбурга і отримав тимчасову назву 1949 HC[7]. Це один із небагатьох астероїдів, який рухається в орбітальному резонансі 2:1 з Юпітером[14]. Астероїд був втрачений невдовзі після відкриття і відкритий повторно в 1974 році у місці, розрахованому Сі. Ем Бордвеллом (C. M. Bardwell) з Обсерваторії Цинциннаті[7][13].

### 1980-ті й 1990-ті роки
У 1981 році Лейф Каль Крістенсен (Leif Kahl Kristensen) з Орхуського університету повторно відкрив астероїди 452 Гамільтонія та 1537 Трансильванія, а також багато інших малих об'єктів. На момент опублікування результатів неспостережуваними залишалися лише дев'ять малих планет, що мали номери: 330 Адальберта, 473 Ноллі, 719 Альберт, 724 Хапаг, 843 Ніколая, 878 Мілдред, 1009 Сирена, 1026 Інгрід та 1179 Маллі:
- 330 Адальберта — спершу дістав назву 1892 X. Повторного відкриття, власне, не було, оскільки виявилося, що спостереження було помилковим. Пізніше, коли з'ясувалося, що 1892 X — це помилка, позначення було змінено на A910 CB[16]. Ще один приклад «відкриття втраченої малої планети», яке виявилося помилкою, — астероїд 2006 HH123.
- 843 Ніколая — спочатку отримав позначення 1916 AN, був віднайдений в Гайдельберзькому інституті астрономічних розрахунків (Heidelberg Astronomisches Rechen-Institut) в 1981 р.[17].
- 473 Ноллі — спочатку отримав позначення 1901 GC, відкритий Максом Вольфом 13 лютого 1901 р., але багато десятиліть залишався втраченим. нарешті був відкритий повторно через 86 років — в 1987 р.[18].
- 724 Хапаг — відкритий в 1911 р. Йоганном Палізою. Отримав попереднє позначення 1911 NC. Був втрачений і відкритий знову в 1988 р.[19][20].
- 719 Альберт — навколоземний астероїд, відкритий в 1911 р. Йоганном Палізою, отримав попереднє позначення 1911 MT. Оскільки його орбіта була розрахована неточно, астероїд було втрачено і знайдено знову аж в 2000 р.: Джеффрі Ларсен (Jeffrey A. Larsen) віднайшов його, використовуючи дані проекту пошуку астероїдів Spacewatch. На момент повторного відкриття Альберт залишався останнім втраченим астероїдом серед тих, яким було присвоєно номери (оскільки 69230 Гермес не мав номера до 2003 р.)[20].
- 878 Мілдред — спочатку отримав позначення 1916 f, спершу був відкритий в 1916 р. за допомогою 60-дюймового телескопа Хейла в Обсерваторії Маунт-Вілсон у Каліфорнії, але невдовзі по тому втрачений. Після цього його спостерігали в окремі ночі у 1985 та 1991 рр.[20][21].
- 1009 Сирена — відкритий у 1923 р., спочатку отримав позначення 1923 PE. Повторно його відкрив в 1982 р. Джей Гібсон (J. Gibson), використовуючи знімки з Телескопа ім. Самуела Ошина у Паломарській обсерваторії; він переглянув ефемериду[22].
- 1026 Інгрід — відкритий Карлом Райнмутом 13 серпня 1923 р., отримав позначення 1923 NY[7]. Повторно його знайшов в 1986 році Шуїчі Накано (Syuichi Nakano)[23].
- 1179 Маллі — відкритий Максом Вольфом 19 березня 1931 р., спочатку отримав позначення 1931 FD[7]. В 1986 р. його повторно відкрили Луц Шмадель (Lutz Schmadel), Ричард Мартін Вест (Richard Martin West) та Ганс-Еміль Шустер (Hans-Emil Schuster)[24].

### Інші примітні повторні відкриття
- У 1928 р., навчаючись у Чикаго, Чжан Юйчже (Zhang Yuzhe) відкрив астероїд, якому надали попереднє позначення 1928 UF; дещо пізніше він отримав номер 1125. Чжан назвав його «Китай» (中華). Однак цей астероїд не вдалося знайти на знімках, отриманих раніше, а тому не вдалося точно розрахувати його орбіту. У 1957 р. астрономи китайської Обсерваторії Цзицзіньшань відкрили новий астероїд, який отримав попереднє позначення 1957 UN1. Отримавши згоду Чжана Юйчже, цей астероїд офіційно назвали 1125 Китай, замість втраченого 1928 UF. Утім, в 1986 р. відкрили об'єкт 1986 QK1, і виявилося, що це і є втрачений 1928 UF. Цей об'єкт отримав назву 3789 Чжунго — це ще одна назва Китаю[25].
- Навколоземний астероїд (29075) 1950 DA був відкритий 23 лютого 1950 р. Карлом Віртаненом із Лікської обсерваторії. Астероїд спостерігали впродовж 17 днів і невдовзі по тому втратили, оскільки даних спостережень було недостатньо для надійного розрахунку орбіти. 31 грудня 2000 р. його було відкрито повторно. Імовірність його зіткнення із Землею 16 березня 2880 р. становить 1:4000, тобто 0,025 %[26].
- 7796 Ярацімрман — відкритий 16 січня 1996 р. Зденеком Моравіцем (Zdeněk Moravec) в Обсерваторії Клеть у Чехії. Отримав позначення 1996 BG. Спостерігався у квітні 1996, потім у червні й липні 1997 рр. У результаті аналізу даних, отриманих раніше, виявилося, що він є втраченим астероїдом, який уже двічі спостерігався раніше: 12 грудня 1973 р. у Брерській астрономічній обсерваторії на півночі Італії та 8 й 9 липня 1990 р. в Австралії, в Обсерваторії Маунт-Стромло.

## XXI століття

### Нещодавно втрачені малі планети
- 2007 WD5 — 50-метровий навколоземний астероїд групи Аполлона, який також перетинає орбіту Марса. Відкритий 20 листопада 2007 р. італійським астрономом Андреа Боаттіні у рамках Каталінського огляду[27]. Перші спостереження 2007 WD5 викликали чималий інтерес в науковому суспільстві, тому що, за оцінками, 30 січня 2008 р. він з імовірністю 1:25 міг зіткнутися з Марсом[28]. Однак, 9 січня 2008 р. додаткові спостереження в рамках Програми відстеження навколоземних об'єктів НАСА (NEOP) дали підстави зменшити області невизначеності, через що імовірність зіткнення зменшилася до 1:10 000[29]. Судячи з усього, 2007 WD5 проминув повз Марс на відстані приблизно 6,5 його радіусів. Через таку відносно невелику відстань і неточність попередніх спостережень вплив гравітації Марса на траєкторію астероїда залишився невідомим, і тому, за словами Стивена Челсі (Steven Chesley) (Програма JPL-Near Earth Object NASA), наразі 2007 WD5 вважається втраченим[28][30]. Найімовірніше, астероїд, рухаючись своєю траєкторією, пройшов на відстані 21 000 км від Марса і лише 16 000 км від його супутника, Деймоса[29][31].
- Об'єкти, які відповідають колись втраченим, можуть бути знайдені під час пошуків різних типів навколоземних об'єктів, як-от квазісупутники і так звані Земля-кроссери, наприклад 2006 RH120 та 3753 Круїтні.
- У 2007 р. виявилося, що об'єкт 2007 RR9 є навколоземним астероїдом 6344 P–L, який було втрачено в 1960 р. Це потенційно небезпечний об'єкт та, імовірно, вироджена комета, хоча у той час дегазація не спостерігалася[12].